# Butlerite
La butlerite è un minerale.